# 梅朗 (卢瓦-谢尔省)
梅朗（法語：Mesland，法語發音：[mɛlɑ̃]）是法国卢瓦-谢尔省的一个市镇，位于该省西部，属于布卢瓦区。

## 地理
梅朗（47°30'35"N, 1°7'21"E）面积26.38 平方千米，位于法国中央-卢瓦尔河谷大区卢瓦-谢尔省，该省份为法国中北部省份，北起厄尔-卢瓦省，东北接卢瓦雷省，东南接谢尔省，南至安德尔省，西南接安德尔-卢瓦尔省，西北接萨尔特省。
与梅朗接壤的市镇（或旧市镇、城区）包括：康热、达姆玛丽莱布瓦、蒙托、桑特奈、卢瓦尔河畔沃赞。

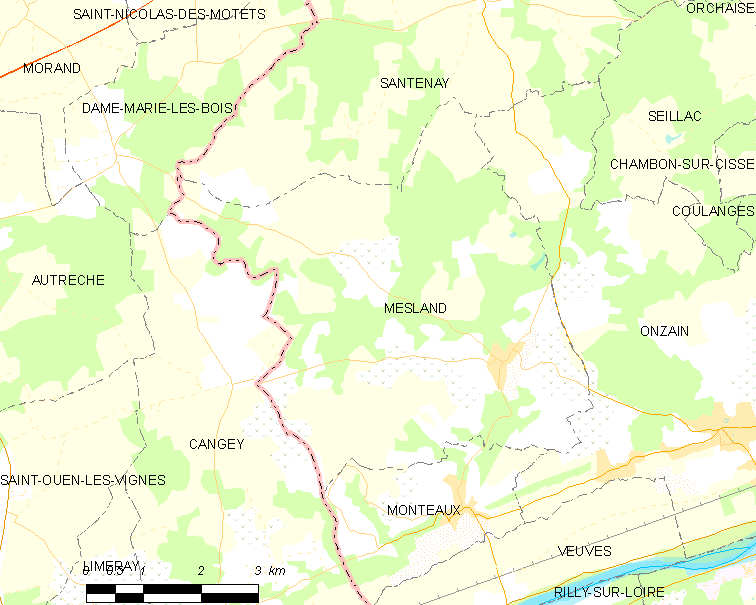
的OSM定位图

梅朗的时区为UTC+01:00、UTC+02:00（夏令时）。

## 行政
梅朗的邮政编码为41150，INSEE市镇编码为41137。

## 政治
梅朗所属的省级选区为卢瓦尔河畔沃赞县。

## 人口

1962-2008年间人口变化图示

梅朗于2022年1月1日时的人口数量为549人。